# Mario Bühler
Mario Bühler (sinh ngày 5 tháng 1 năm 1992 ở Emmen) là một hậu vệ bóng đá thi đấu cho FC Vaduz tại Swiss Challenge League.

## Sự nghiệp câu lạc bộ
Bühler bắt đầu sự nghiệp tại FC Luzern và ở với câu lạc bộ từ ngày 20 tháng 6 năm 2000, khi anh mới chỉ 8 tuổi. Tính đến ngày 1 tháng 7 năm 2013, anh là thành viên của FC Wohlen.

## Danh hiệu
FC Vaduz
- Cúp bóng đá Liechtenstein: 2015-16, 2016-17